# سرمین
سرمین (به عربی: سرمین) یک منطقهٔ مسکونی در سوریه است که در شهرستان ادلب واقع شده‌است.

## خصوصیات
سرمین ۱۴٬۵۳۰ نفر جمعیت دارد و ۳۹۰ متر بالاتر از سطح دریا واقع شده‌است.